# Vana-Koiola
Vana-Koiola – wieś w Estonii, w prowincji Põlva, w gminie Laheda.